# Лаї (Чад)
Лаї (фр. Laï) — місто в Чаді, столиця регіону Танджиле.

## Географія
Місто розташоване на висоті 361 метрів над рівнем моря.

### Клімат
Місто знаходиться у зоні, котра характеризується кліматом тропічних саван. Найтепліший місяць — квітень із середньою температурою 31.4 °C (88.5 °F). Найхолодніший місяць — грудень, із середньою температурою 24.6 °С (76.3 °F).
| Клімат Лаї              | Клімат Лаї | Клімат Лаї | Клімат Лаї | Клімат Лаї | Клімат Лаї | Клімат Лаї | Клімат Лаї | Клімат Лаї | Клімат Лаї | Клімат Лаї | Клімат Лаї | Клімат Лаї | Клімат Лаї |
| Показник                | Січ.       | Лют.       | Бер.       | Квіт.      | Трав.      | Черв.      | Лип.       | Серп.      | Вер.       | Жовт.      | Лист.      | Груд.      | Рік        |
| Середня температура, °C | 24,8       | 27,7       | 31,1       | 31,4       | 29,7       | 27,4       | 25,7       | 25         | 25,6       | 26,8       | 26,1       | 24,6       | 27,2       |
| Норма опадів, мм        | 0          | 0          | 3.5        | 33.4       | 89.8       | 140.8      | 229.4      | 288.9      | 168        | 42.8       | 0.9        | 0          | 997.5      |
| Днів з опадами          | 0          | 2,7        | 1          | 3,3        | 7,9        | 10,4       | 15,2       | 17         | 14         | 6,4        | 0,6        | 0          | 78,5       |
| Вологість повітря, %    | 32.5       | 25.8       | 28.8       | 44.7       | 57.7       | 68.8       | 77.6       | 80.4       | 77.5       | 68.4       | 50.4       | 39.9       | 54.4       |
| ----------------------- | ---------- | ---------- | ---------- | ---------- | ---------- | ---------- | ---------- | ---------- | ---------- | ---------- | ---------- | ---------- | ---------- |
| Джерело: Weatherbase    |            |            |            |            |            |            |            |            |            |            |            |            |            |